# رابرت استینت
رابرت استینت (انگلیسی: Robert Stinnett; ۳۱ مارس ۱۹۲۴ – ۶ نوامبر ۲۰۱۸) نویسنده اهل ایالات متحده آمریکا و نویسنده کتاب روز فریب، در مورد نظریه توطئه آگاهی قبلی امریکا از حمله به پرل هاربر بود.